# Mulebreen
Der Mulebreen (norwegisch für Maulgletscher, in Australien Dovers Glacier) ist ein 10 km breiter Gletscher im ostantarktischen Kempland. Er fließt in westnordwestlicher Richtung in den südöstlichen Abschnitt der Stefansson Bay.
Norwegische Kartografen, die ihn auch benannten, kartierten ihn anhand von Luftaufnahmen, die bei der Lars-Christensen-Expedition 1936/37 entstanden. Das Antarctic Names Committee of Australia benannte ihn am 28. November 1955 nach Robert George Dovers (1921–1981), diensthabender Offizier auf der Mawson-Station im Jahr 1954.